# Roncallihaus

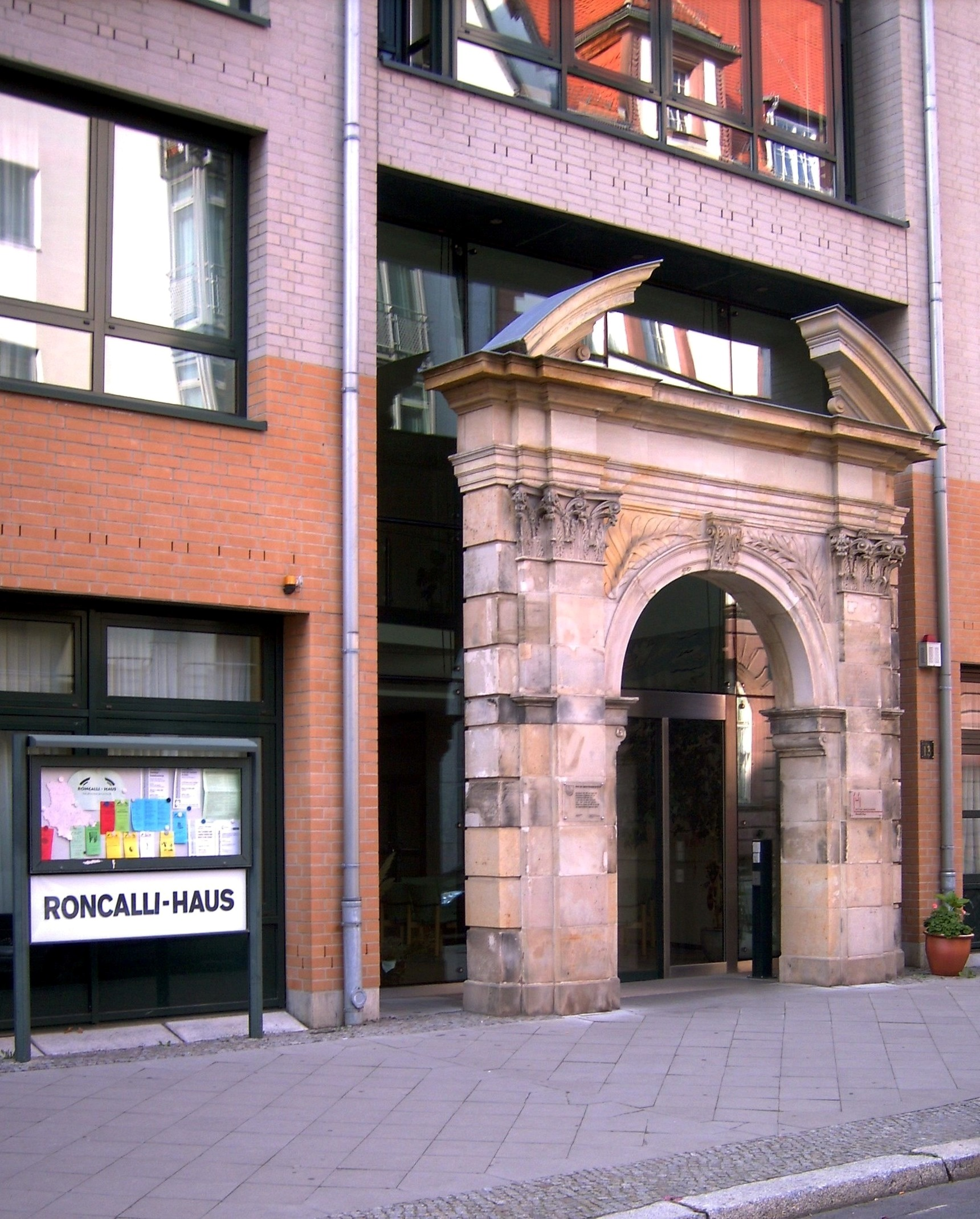
Eingangsportal des Roncallihauses

Das Roncallihaus in Magdeburg ist ein Bildungshaus des Bistums Magdeburg. Es ist durch das Land Sachsen-Anhalt als Heimvolkshochschule anerkannt.

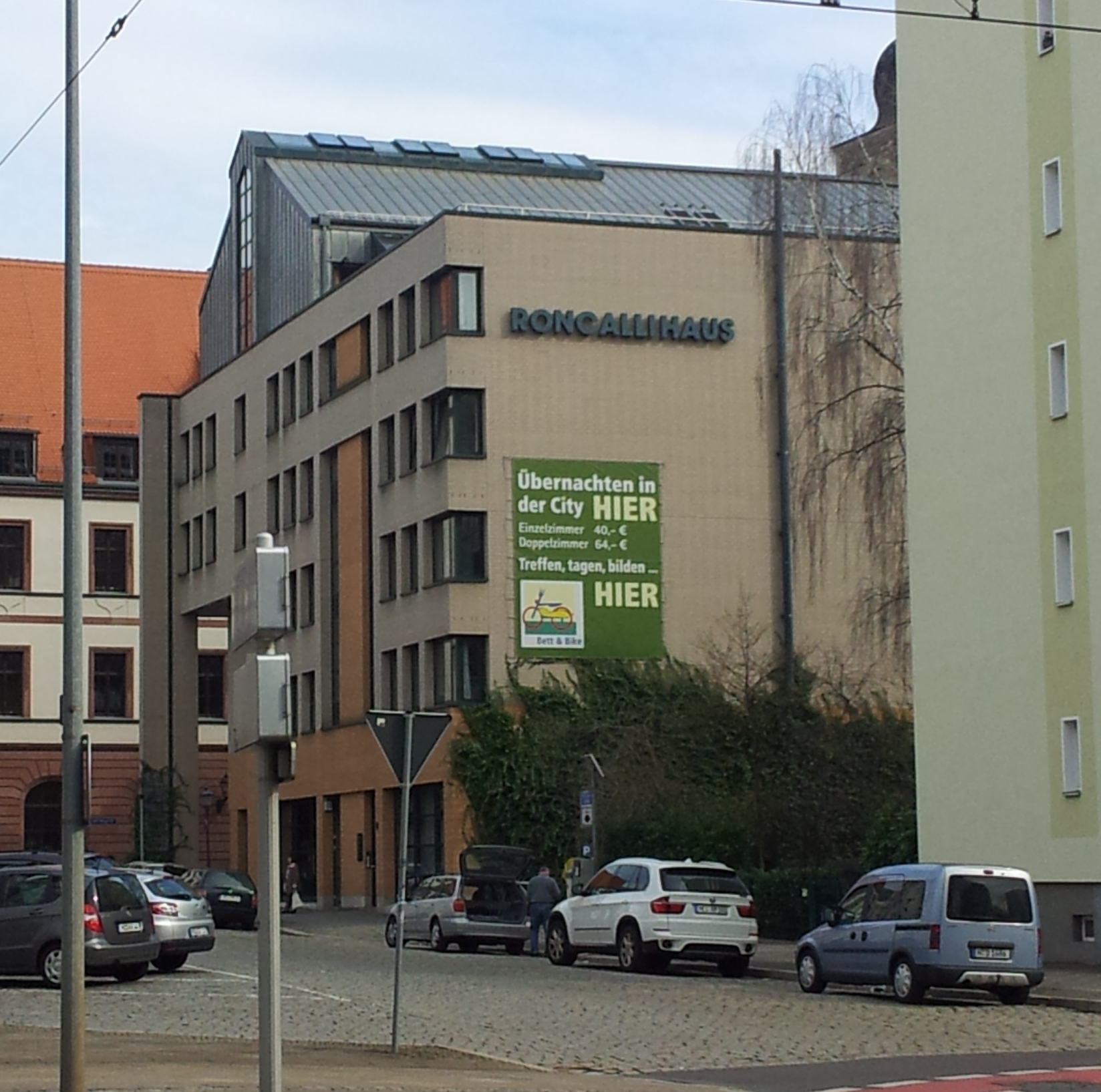
Roncallihaus

Der Name des Hauses geht auf den bürgerlichen Namen des Papstes Johannes XXIII., Angelo Giuseppe Roncalli (1881–1963), zurück.
Dieses Bildungs- und Tagungshaus wurde Mitte der 1990er Jahre in der Max-Josef-Metzger-Straße errichtet und ist ein Geschenk des Erzbistums Paderborn an das neuerrichtete Bistum Magdeburg. Am 18. April 1994 erfolgte die Grundsteinlegung durch Weihbischof Leo Nowak, am 1. Februar 1995 fand das Richtfest statt. Leo Nowak, inzwischen zum Bischof des neuen Bistums Magdeburg ernannt, weihte das Roncallihaus am 21. Oktober 1995 ein.
Das historische Eingangsportal vor dem Roncallihaus stammt von der ersten Deutsch-reformierten Kirche, die 1895 abgerissen wurde. Die ebenfalls 1995 eingeweihte Hauskapelle des Roncallihauses ist nach dem heiligen Liborius, dem Schutzpatron des Erzbistums Paderborn, benannt. Die künstlerische Gestaltung der Kapelle erfolgte durch Maren-Magdalena Sorger.
Bis zum Neubau in der Innenstadt war das Roncallihaus in der Oststraße (Elbnähe) in einer alten Villa untergebracht, auf die nach der Wende Anspruch auf Rückführung bestand.